# 閻立本
閻 立本（えん りっぽん、仁寿元年（601年） - 咸亨4年（673年））は、中国の唐の画家である。太宗に仕え、貴族ではあるが宮廷画家として活躍した。人物図・肖像画を得意とする。雍州万年県（現在の陝西省西安市長安区）の出身。母は北周の第3代皇帝武帝の娘の清都公主。北周の第4代皇帝宣帝の甥で、第5代皇帝静帝の従弟にあたる。

## 生涯
父の閻毗は隋の煬帝に仕え、兄の閻立徳も立本と同じく唐の太宗に仕え、橋梁の構築で偉功があった。宮廷装飾というのは画に限らず、宮中での冠服から車輿の設計、土木事業にまでわたっている。父は技工が巧みであり、この父の影響から兄の閻立徳と弟の立本も早くより絵を志した。文献から兄の閻立徳が線のみで描く白画（はくが）を描いていたとされ、立本は鄭法士などの影響で人物画を好んだとされている。
立本も家学をよく学び、政務に通じたことから、兄と同じ工部尚書を経て、中爵郎中まで昇ったとされる。しかし、あるとき太宗から鳥の絵を所望され、侍従らが遊ぶ宮中の池の傍で俯伏して鳥の写生せざるを得なかったことを強く恥じ、子供に絵の習得を断念するように命じたとの逸話が残る。
「歴代名画記」（張彦遠）の巻九・唐の閻立本の記事は以下の通りである（「書物誕生 — あたらしい古典入門『歴代名画記』宇佐美文理）
太宗皇帝が侍臣らと春苑で船を浮かべ遊覧していた。すると池の中に珍しい島がゆったり波に揺られている、皇帝陛下はことのほかこれを愛でられ、侍従の臣下を召してこれを詩に詠ませ、急ぎ閻立本を召してその姿を写しとらせようとした。台閣の中を「画師閻立本」と伝令が呼んで回る。このとき閻立本はすでに主爵郎中となっていたが、走り回って汗にまみれ、池のほとりにうつぶせになり、絵の具を手に描き始めた。この時閻立本は、並みいる賓客を目にして、恥ずかしさに赤面するのを止められなかった。退朝して子どもたちを戒めて言うには、「私は幼い頃から本を読んだり詩文を作ったりするのを好んできたが、いまではただ絵画というもののみで名を知られるんばかりで、あのような奴僕のやる仕事をさせられ、辱めこれにまさるものはない。汝らは深くこれを戒めとし、この芸を習ってはならん」と。（同書p83、84）
殊に画に才能が発揮され、武徳9年（626年）には、太宗に命ぜられて「秦府十八学士図」を画き、褚亮が賛を書いた。その他に「王会（職貢）図」・「歩輦図」・「功臣二十四人図」などを画いたと伝えられる。「歴代帝王図巻」（ボストン美術館蔵）は前漢の昭帝から隋の煬帝までの歴代13人の皇帝を画いた図巻として著名だが、北宋時代の模写であろうとされる。この時代の絵画の特徴は、王の権威を示す社会機能が重視されたため、個性の表現は抑えられ、伝統的な絵画技法がとられた。立本の作品も細く力強い綿密な線が連綿と続く古来の描法である。この伝統的画法に対して当時、西域画派が台頭し始め、尉遅乙僧（うっち いっそう）などが新風を吹き込んだ。閻立本の伝統的画法は薛稷らが継承した。

## 「歴代帝王図巻」の十三皇帝図

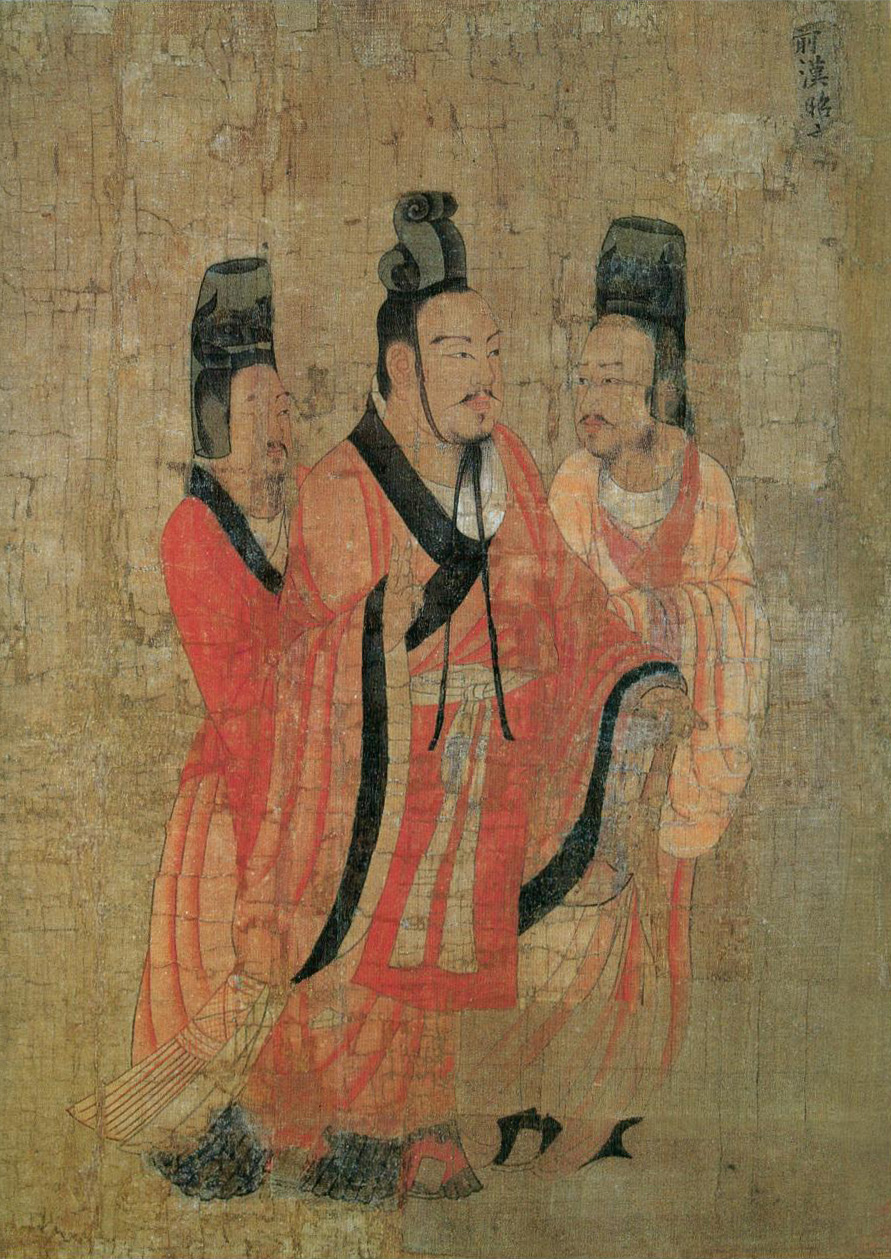
前漢の昭帝（紀元前94年 – 紀元前74年）
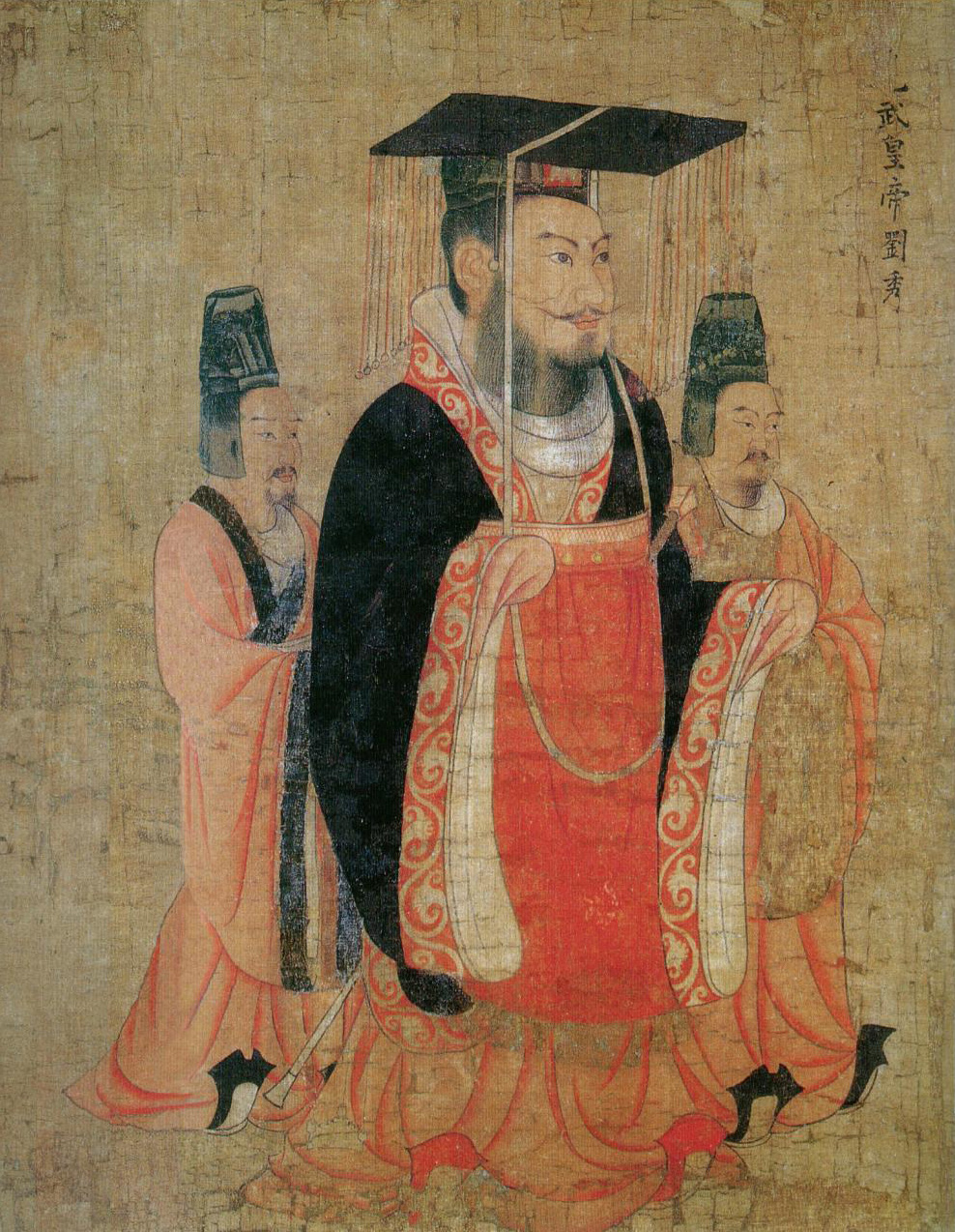
後漢の光武帝（紀元前5年 - 紀元57年）
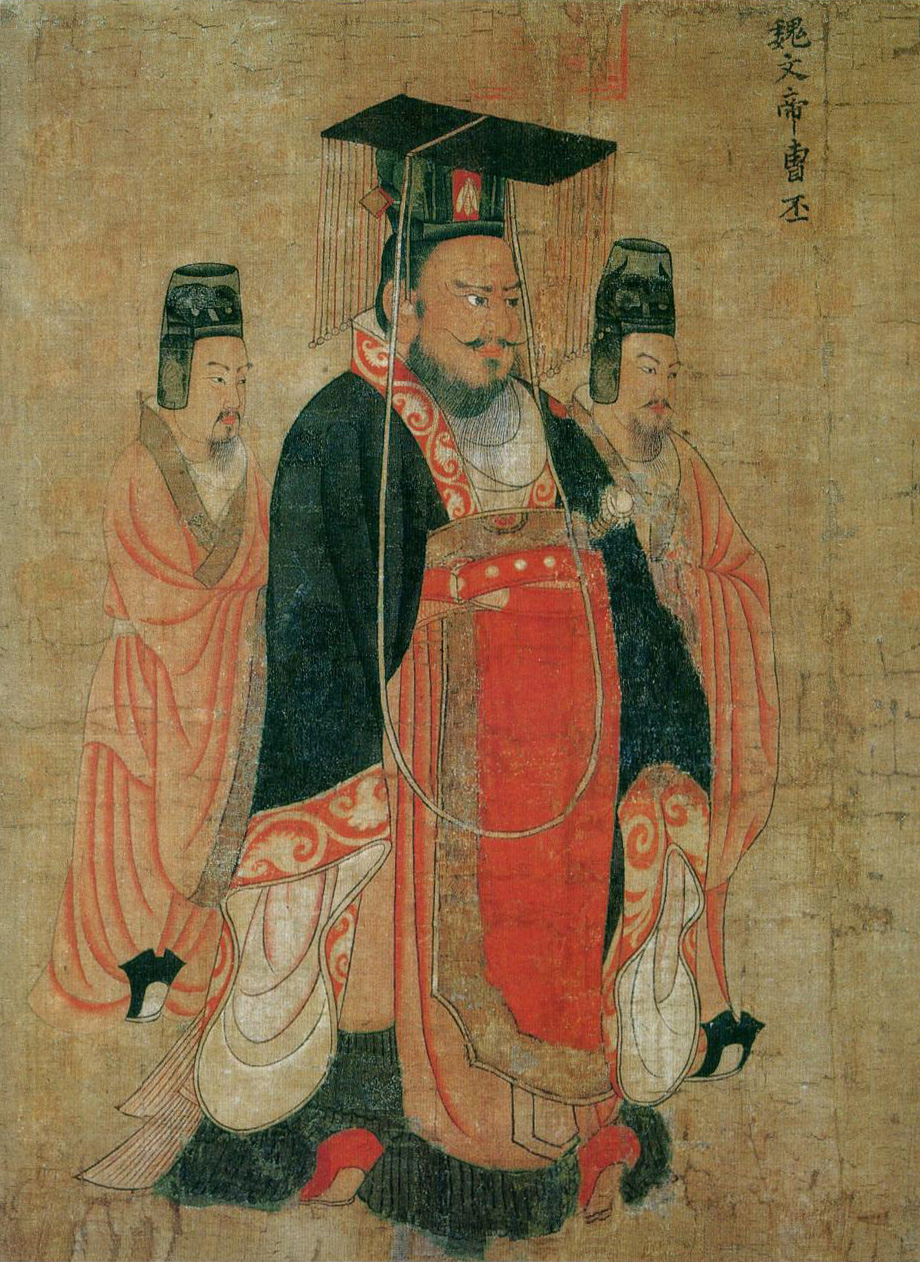
魏の文帝（曹丕）（187年 - 226年）
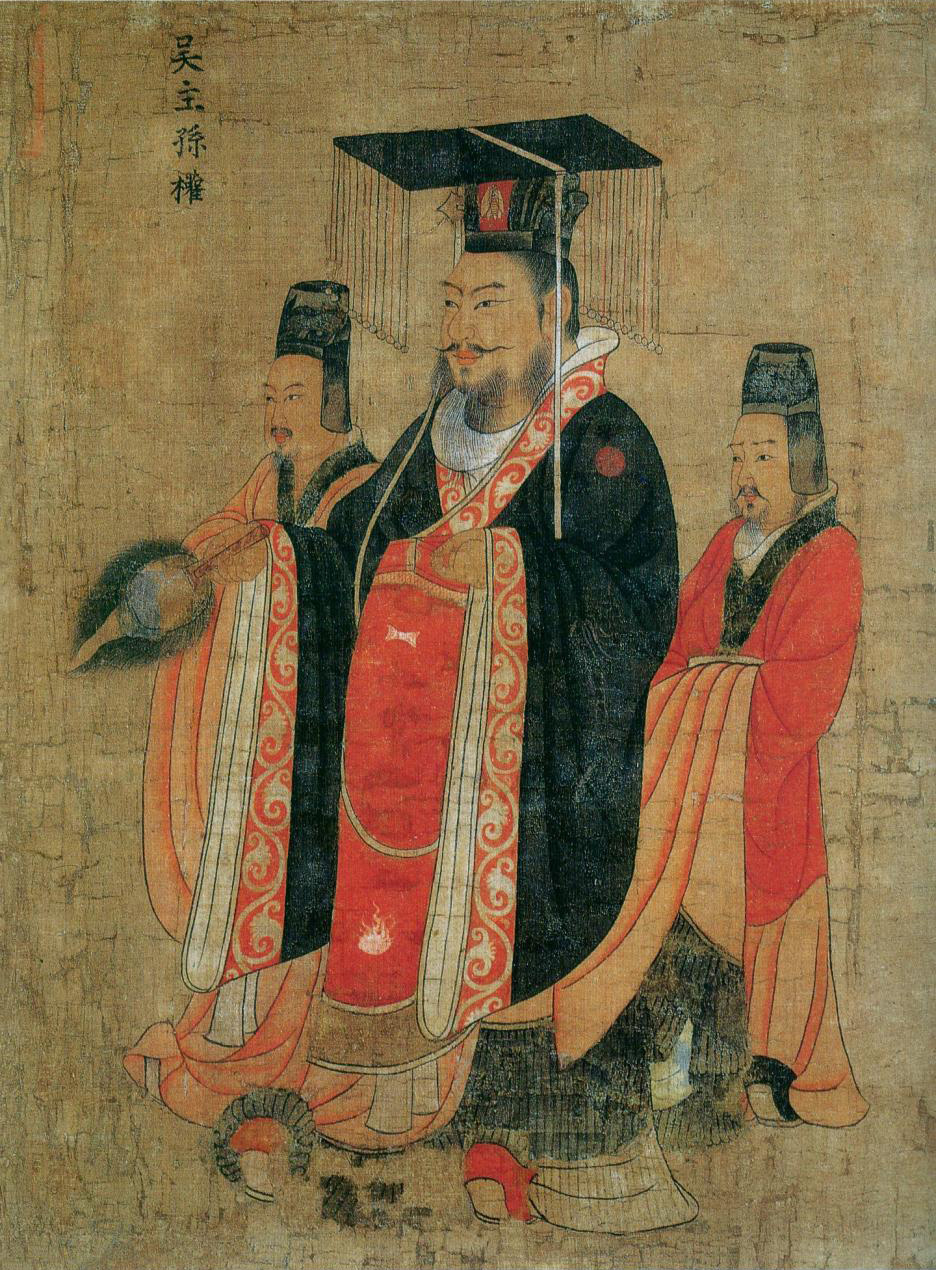
呉の大帝（孫権）（182年 - 252年）
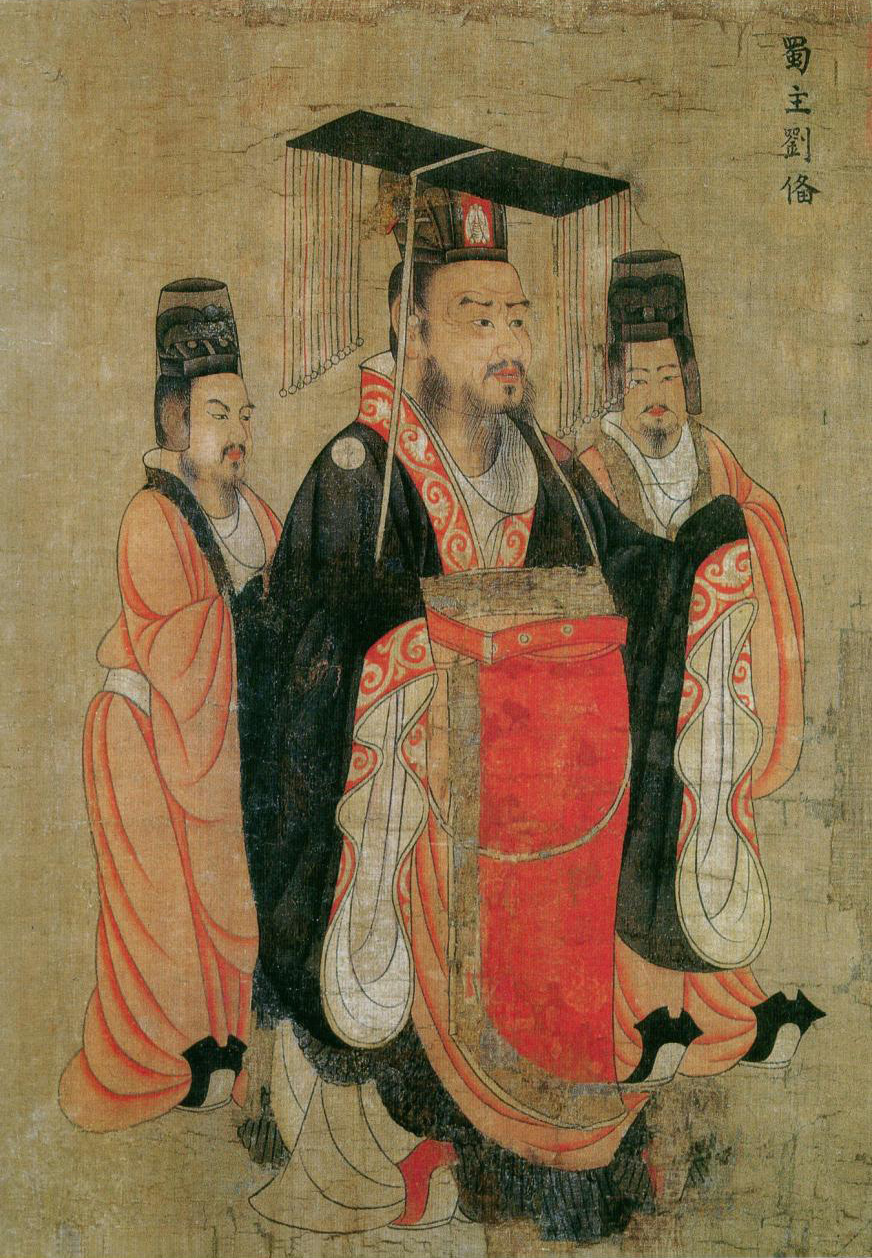
蜀の昭烈帝（劉備）（161年 - 223年）
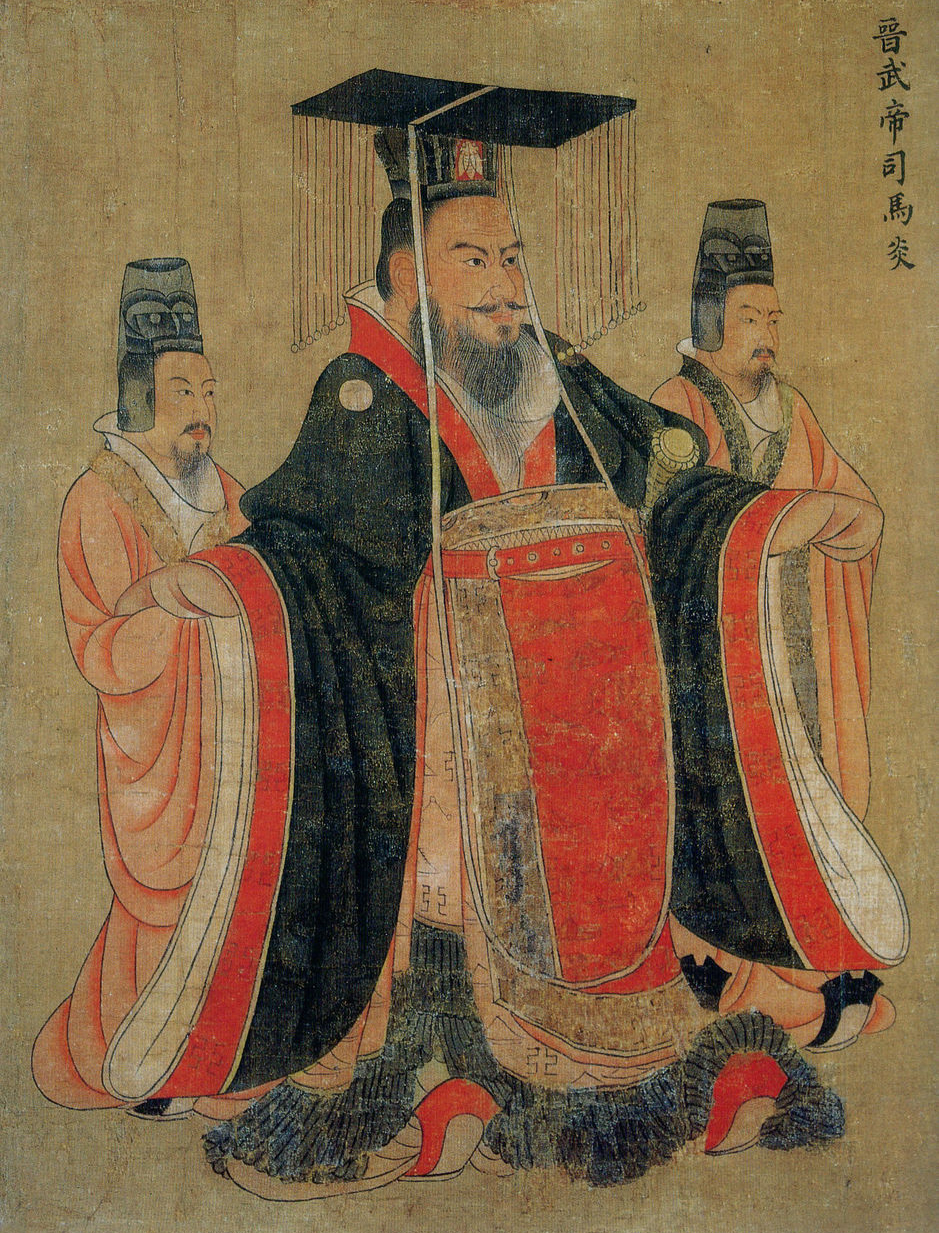
西晋の武帝（司馬炎）（236年 - 290年）
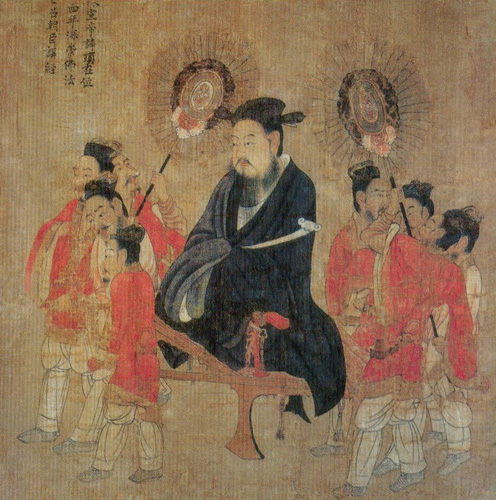
陳の宣帝（530年 - 582年）
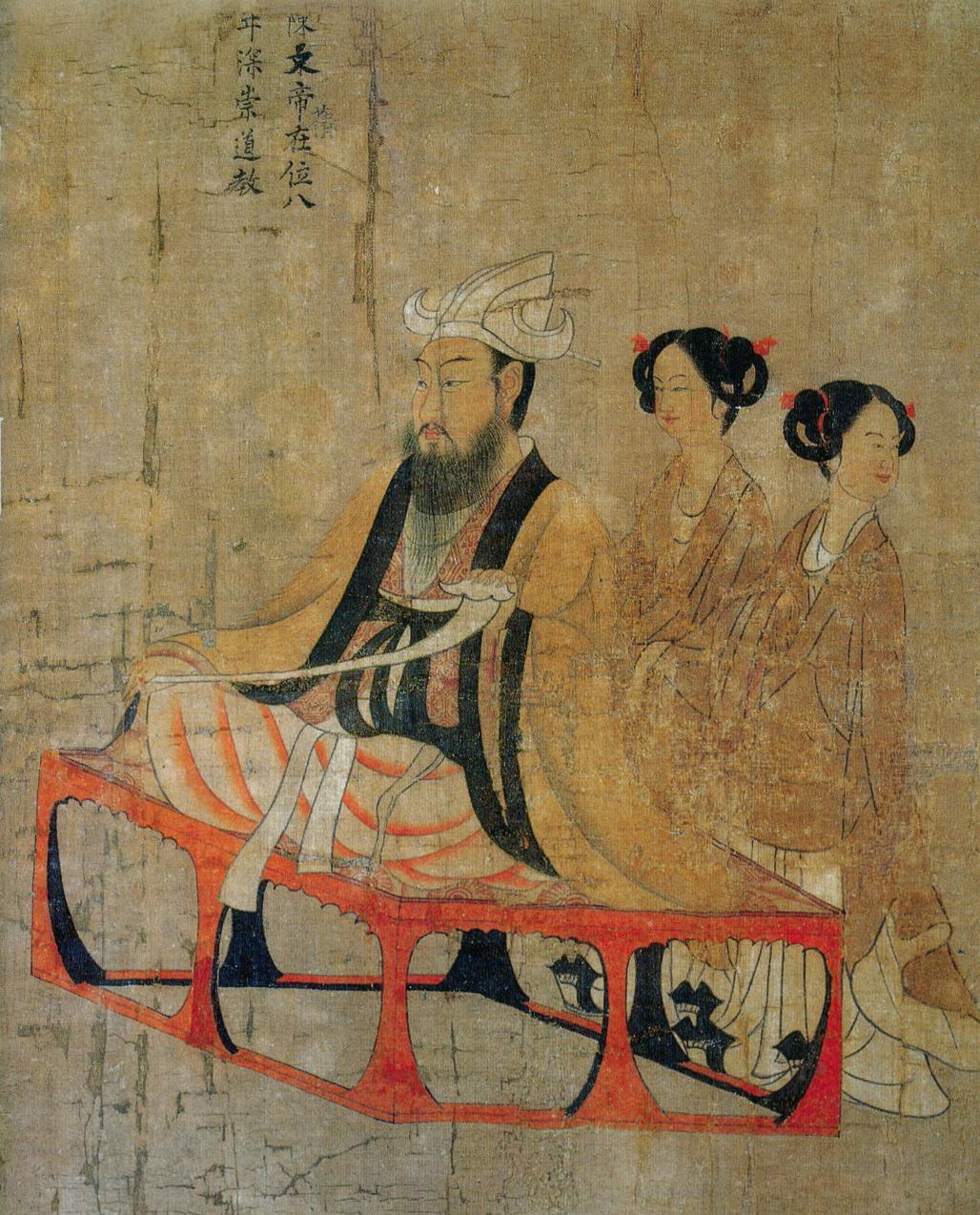
陳の文帝（522年 - 566年）
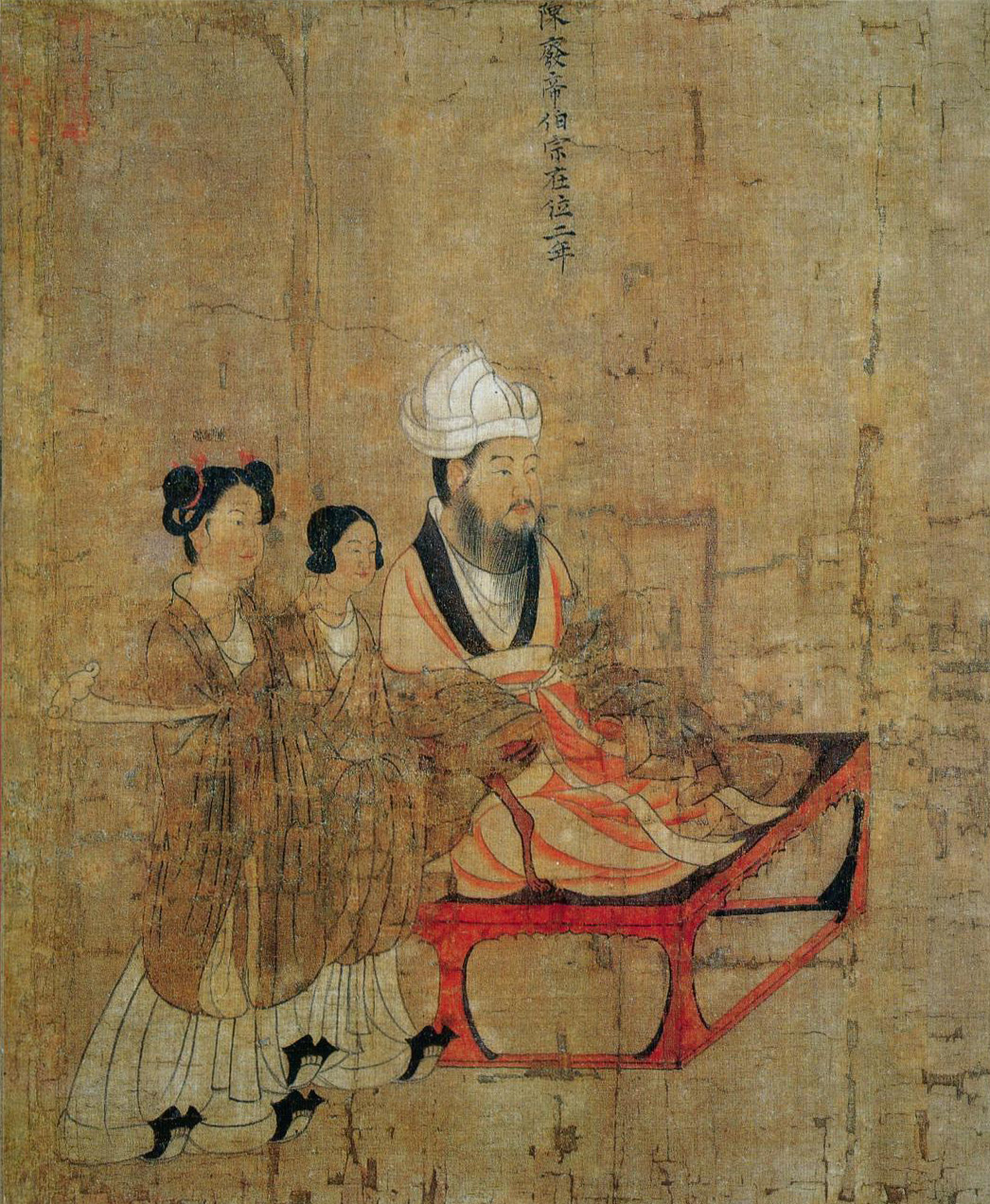
陳の廃帝（554年 - 570年）
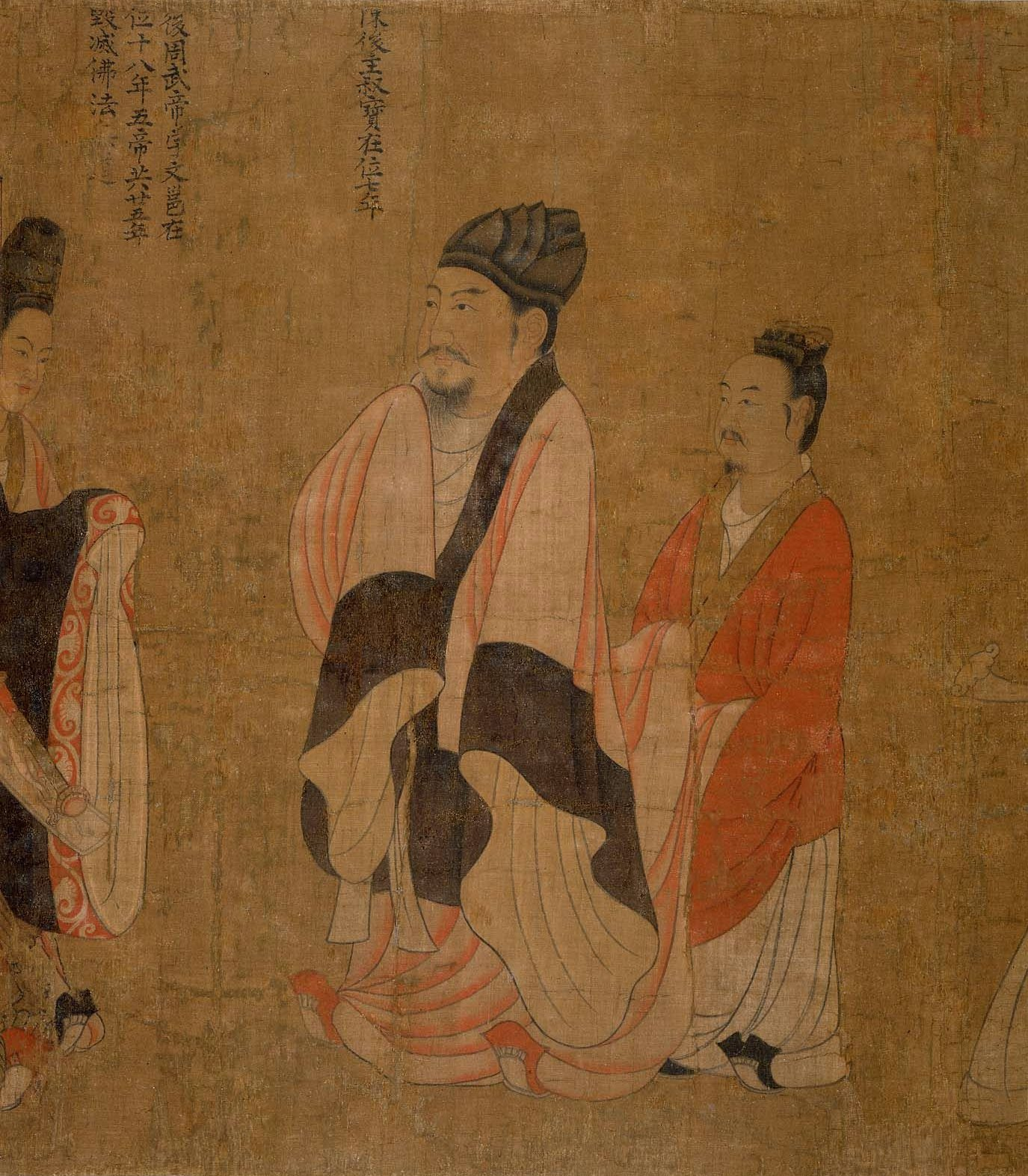
陳の後主（553年 - 604年）
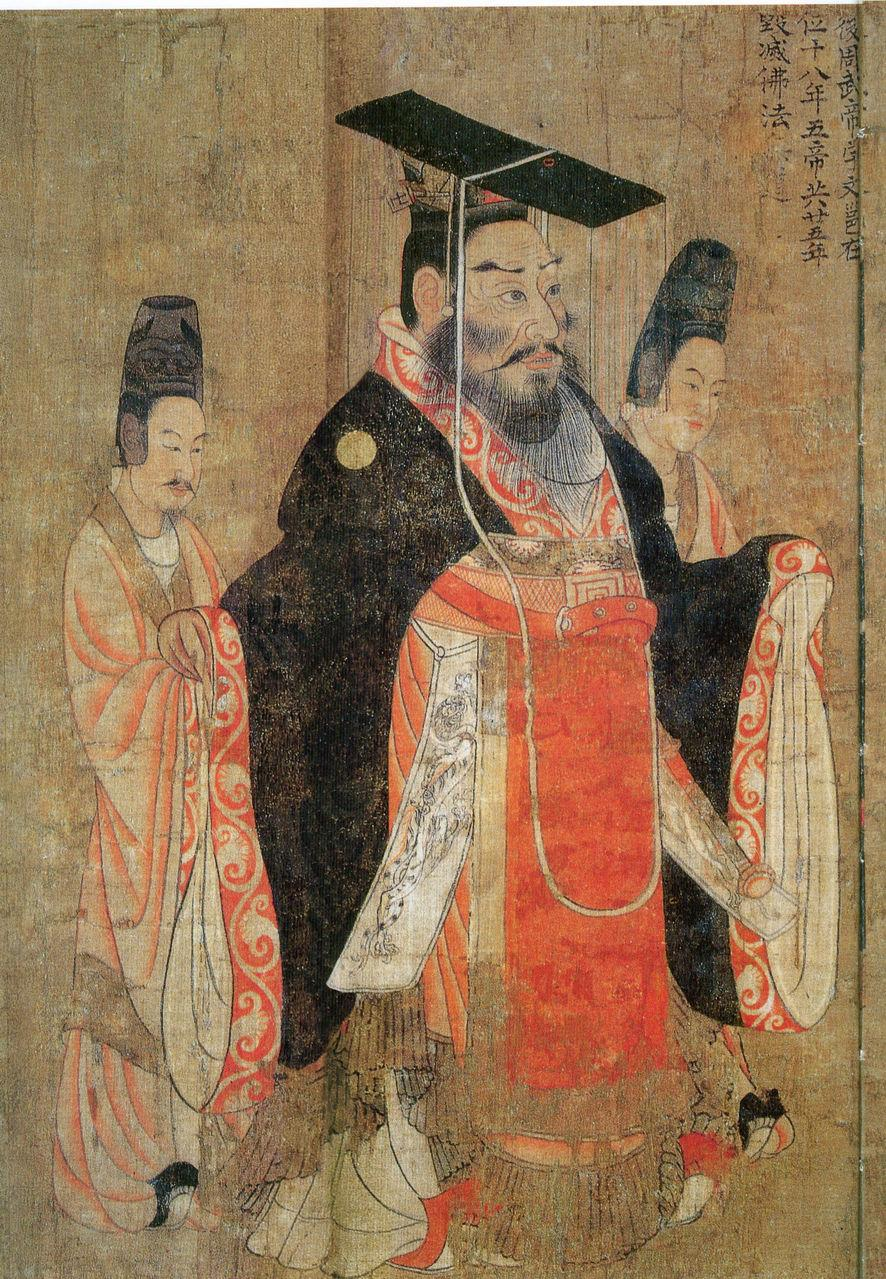
北周の武帝（543年 - 578年）
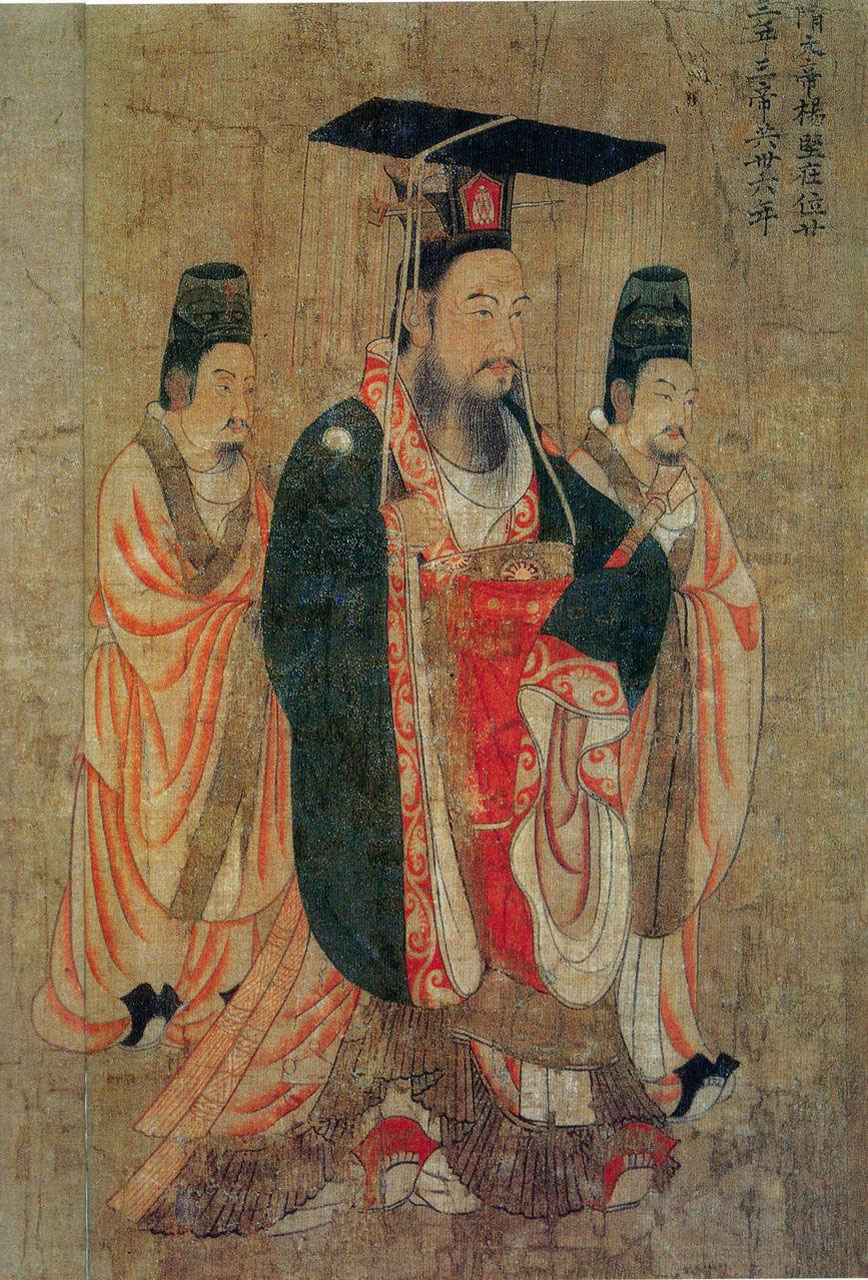
隋の文帝（541年 - 604年）
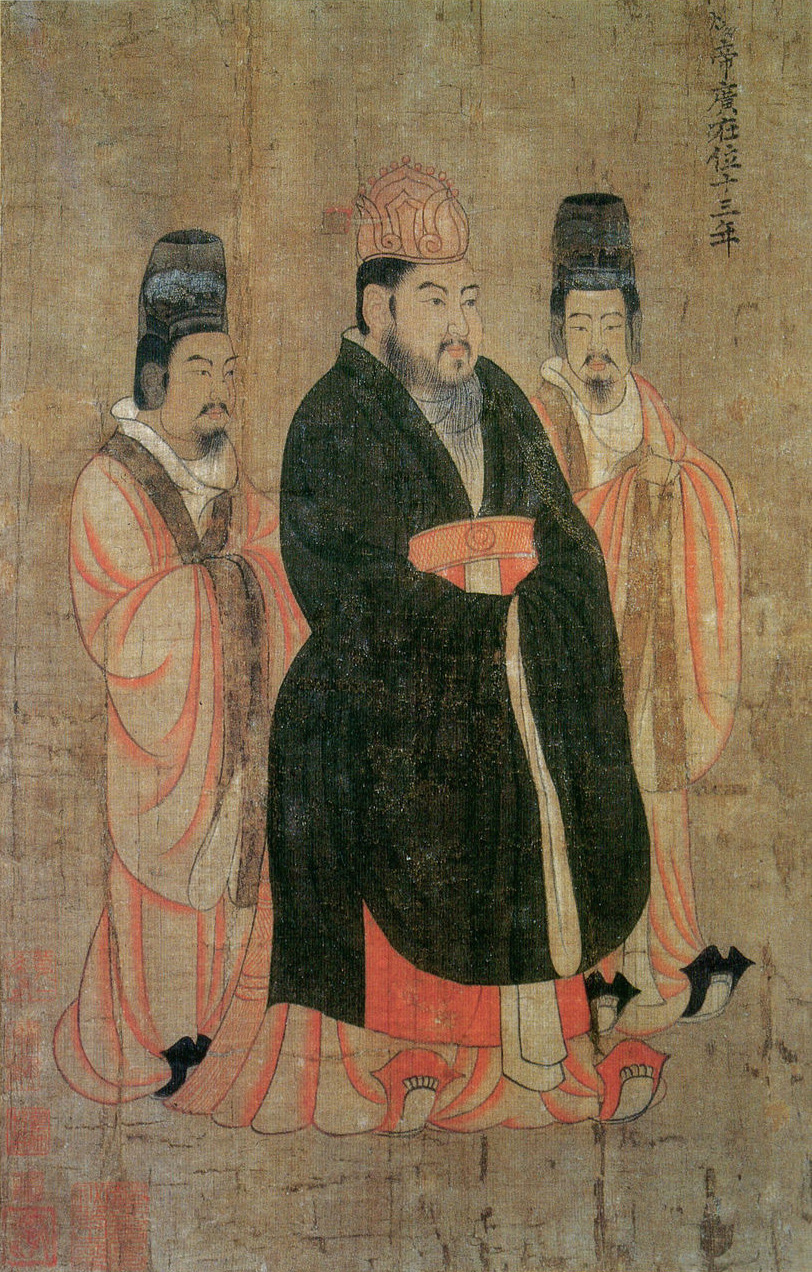
隋の煬帝（569年 - 618年）